# Annezin
Annezin település Franciaországban, Pas-de-Calais megyében. Lakosainak száma 5819 fő (2022. január 1.). Annezin Hinges, Labeuvrière, Locon, Vendin-lès-Béthune, Béthune, Chocques, Essars és Fouquereuil községekkel határos.

## Népesség
A település népességének változása:
| Lakosok száma | 5923 | 5887 | 5943 | 5898 | 5871 | 5836 | 5807 | 5813 | 5819 |
|               | 2013 | 2015 | 2016 | 2017 | 2018 | 2019 | 2020 | 2021 | 2022 |